# Chris Butler (Radsportler)
Chris Butler (* 16. Februar 1988 in Hilton Head Island, South Carolina, Vereinigte Staaten) ist ein amerikanischer Radrennfahrer.

## Sportliche Laufbahn
Chris Butler ist seit 2009 bei internationalen Radrennen aktiv. 2010 unterschrieb er einen Vertrag bei BMC, im Jahr darauf hatte er beim Giro d’Italia seinen bisher einzigen Start bei einer großen Rundfahrt, konnte diese aber nicht beenden. In den anschließenden Jahren wechselte er mehrfach die Mannschaft, blieb aber ohne größere Erfolge. 2016 gewann er die israelische Tour of Arad und entschied eine Etappe der Tour de Hongrie für sich. 2017 belegte er beim Bob Cook Memorial Rang drei.
2017 verletzte sich Butler bei einem Sturz einen Ellenbogens und bekam anschließend eine lebensgefährliche Infektion, die ihm seinen Arm hätte kosten können. Erst im Juni des Jahres konnte er nach fünf Monaten Krankheit mit der Route du Sud sein erstes Rennen bestreiten.

## Erfolge
2016
- eine Etappe Tour de Hongrie

## Teams
- 2010–2011 BMC Racing Team
- 2012–2013 Champion System
- 2014 Hincapie Sportswear Development Team
- 2015–2016 Team SmartStop
- 2016 Cycling Academy Team
- 2017 Caja Rural-Seguros RGA